# Arco vulcanico dell'America centrale

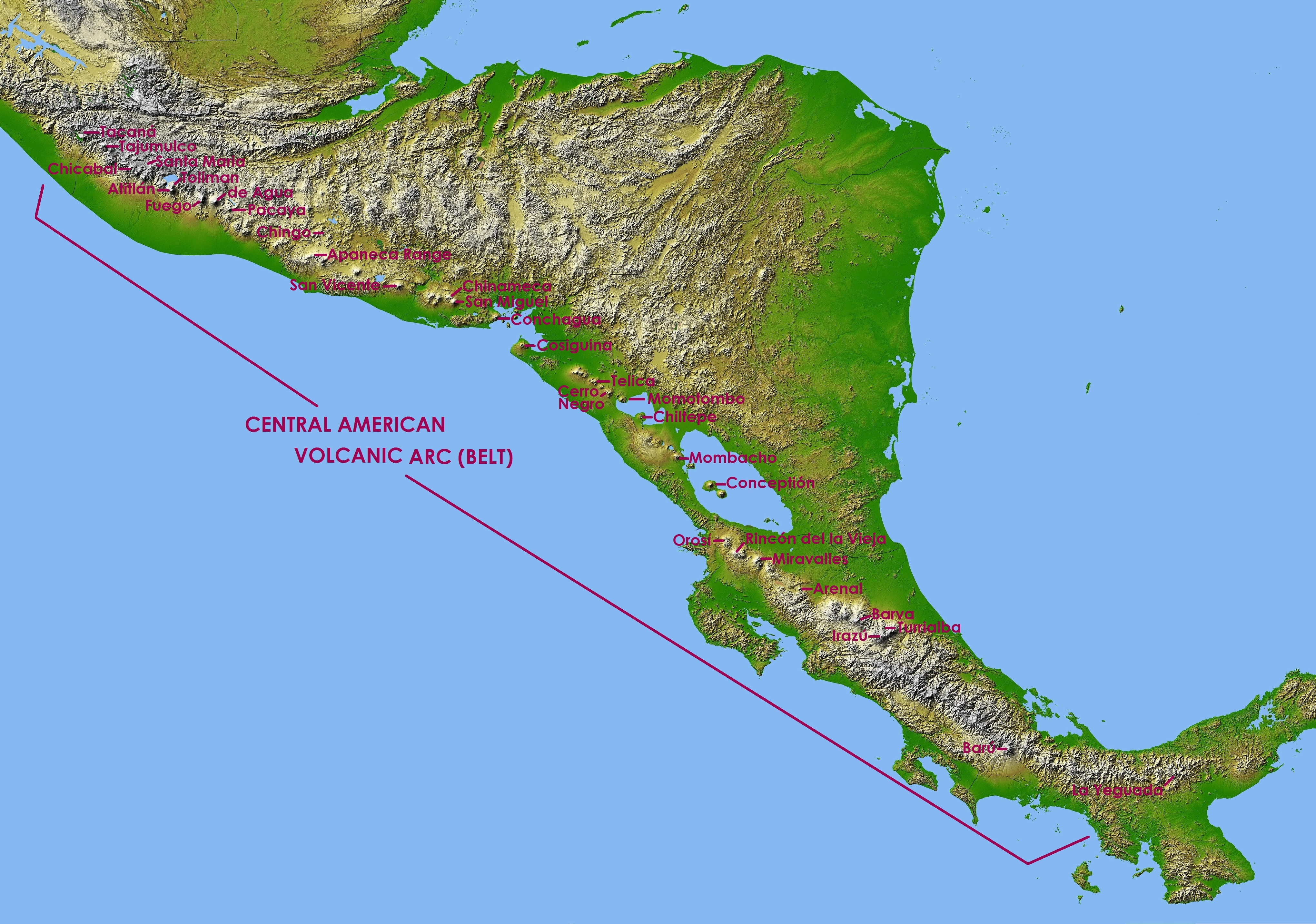
Mappa dell'arco vulcanico dell'America centrale con la localizzazione dei principali vulcani che ne fanno parte.

L'arco vulcanico dell'America centrale (o arco vulcanico centroamericano) è una catena di vulcani disposta in senso parallelo alla linea costiera dell'istmo dell'America centrale e che si estende su Guatemala, El Salvador, Honduras, Nicaragua, Costa Rica e la parte settentrionale di Panama.
L'arco vulcanico ha una lunghezza di circa 1.500 km ed è formato da una zona di subduzione attiva lungo il margine occidentale della placca caraibica.
L'arco vulcanico centroamericano fa parte della cintura di fuoco del Pacifico e include un centinaio di formazioni vulcaniche che comprendono importanti stratovulcani, duomi di lava e coni di scorie. Alcuni di questi vulcani hanno prodotto grandi eruzioni esplosive, come quella colossale classificata con un indice di esplosività vulcanica VEI 6 del vulcano Santa Maria in Guatemala, nel 1902.
I vulcani più elevati del Centro-America si trovano in Guatemala e includono il Tajumulco e il Tacaná che superano entrambi i 4.000 m di altezza.
Molti vulcani dell'America centrale sono ancora in attività; tra questi sono da segnalare Arenal, Turrialba, Irazú, Poás e Rincon de la Vieja in Costa Rica; Cerro Negro, San Cristóbal, Concepción in Nicaragua; Chaparrastique o San Miguel, Ilamatepec o Santa Ana, Izalco in El Salvador; Santa Maria o Santiaguito, Pacaya, Volcán de Fuego in Guatemala.